# バッハラッハ
バッハラッハ (独: Bacharach)はドイツ連邦共和国 ラインラント＝プファルツ州マインツ＝ビンゲン郡にある市。
in Bachercho（1019年）、Baccharaca（1094年）、Bacherach（1294年）と記されてきた地名はケルト語に由来すると思われるが、何を意味しているかは不明。クリスタルガラスで有名なフランスの街、Baccarat バカラ（ムルト＝エ＝モゼル県）はこのバッハラッハに因むという説がある。街の丘のシュターレック城は、今ではユースホステルとして使われている。　2002年 世界遺産に登録されたコブレンツ・ビンゲン間の「ライン渓谷中流上部」（ドイツ語：Das Obere Mittelrheintal）、すなわち「ロマンティック・ライン」に含まれる。

## 歴史
フランク王国の時代、恐らくメロヴィング朝期に王によりケルン司教（恐らくクーニベルト（Kunibert））に寄進された。シュターレック城が貴重なワイン栽培地の安全確保に役立っていた。11世紀城はケルンの代官（Vogt）が占拠したが、1142年から1156年までは宮中伯ヘルマン・フォン・シュターレック（Pfalzgraf Hermann von Stahleck）が、1156年から1195年まではコンラート・フォン・ホーエンシュタウフェン（Konrad von Hohenstaufen）がその後継者になり、この町は次第に政治的に重要な地位を占めるようになっていった。1200年にはシュタールベルク城（Burg Stahlberg）とフュルステンベルク城（Burg Fürstenberg）も建造された。12世紀・13世紀には都市並みの法（恐らくフランクフルト法）を獲得し、1254年までにライン同盟に加盟している。1226年以後、ライン関税による収入を得ている。ライン航行の障害、「ビンゲンの穴」（Binger Loch）に近いことが幸いしたのである。こうしてワイン他の商業集散地として発展していった。ロンバルディア地方出身者を中心とするユダヤ人の大きな共同体が生まれた。「都市」として記録されるのは1356年が初めてである。14世紀前半にはラインの4選挙侯が会議を行う場所として好まれた。
この町にはヴェルナー礼拝堂（Wernerkapelle）にまつわる不名誉な歴史がある。1287年ヴェルナー（Werner）という名前の15歳の少年がユダヤ人の手にかかって殺害されたとされ、バッハラッハと近隣の街ではユダヤ人に対する迫害が行われた。一方、ヴェルナーの遺体によるとされる奇蹟が生じ、ヴェルナーへの尊崇が高まり、この町を訪れる巡礼が盛んになった。巡礼は1545年まで続いたという。後年、ハインリヒ・ハイネは「ドイツ文学史上初の歴史小説」『バッヘラッハの師』（Der Rabbi von Bacherach）においてこの問題を扱っている。
30年戦争の際、シュターレック城はスェーデン軍の占拠するところになり、その後、1689年にはフランス軍によって破壊され、その残骸がヴェルナー礼拝堂に降りかかって大損害を与えた。1752年から礼拝堂修復作業が行われたが、復元とはならず、廃墟として独特の姿を留めている。

## 姉妹都市
- オーベレルエイセ(Overijse) (ベルギー ）
- サントネ(Santenay) (フランス ）